# Songbai, Guangdong
Songbai (kinesiska: 松柏) är en köping i sydöstra Kina. Det ligger i Yangchun i staden Yangjiang i provinsen Guangdong, omkring 160 kilometer sydväst om provinshuvudstaden Guangzhou. Antalet invånare är 40 012. Befolkningen består av 17 624 kvinnor och 22 388 män. Barn under 15 år utgör 21,0 %, vuxna 15-64 år 68 %, och äldre över 65 år 9,0 %.